# Uzeste
 Uzeste  es una población y comuna francesa, situada en la región de Aquitania, departamento de Gironda, en el distrito de Langon y cantón de Villandraut.

## Demografía
| 545 | 445 | 405 | 410 | 351 | 416 |
| Para los censos de 1962 a 1999 la población legal corresponde a la población sin duplicidades (Fuente: INSEE [Consultar]) |     |     |     |     |     |

Aquí es el gráfico que muestra el crecimiento de la población